# Sonate K. 400
La sonate K. 400 (F.346/L.213) en ré majeur est une œuvre pour clavier du compositeur italien Domenico Scarlatti.

## Présentation
La sonate K. 400, en ré majeur, notée Allegro, forme une paire avec la sonate suivante. C'est une œuvre brillante et virtuose, toujours à deux voix, le genre de pièce qui aurait grandement influencé Clementi et après lui, le premier Beethoven.
Au début de la seconde section, explose une musique folklorique ibérique, qui prend structurellement dans l'œuvre, la place d'une sorte d'une section de développement avant la lettre. Les grappes d'accords et les harmonies phrygiennes reflètent bien la nature dramatique de cette partie de la forme sonate classique.

## Manuscrits
Le manuscrit principal est le numéro 13 du volume IX (Ms. 9780) de Venise (1754), copié pour Maria Barbara ; les autres sont Parme XI 13 (Ms. A. G. 31416), Münster III 31 (Sant Hs 3966) et Vienne E 40 (VII 28011 E). Une copie figure à Cambridge, manuscrit Fitzwilliam, ms. 32 F 12 (no 16).

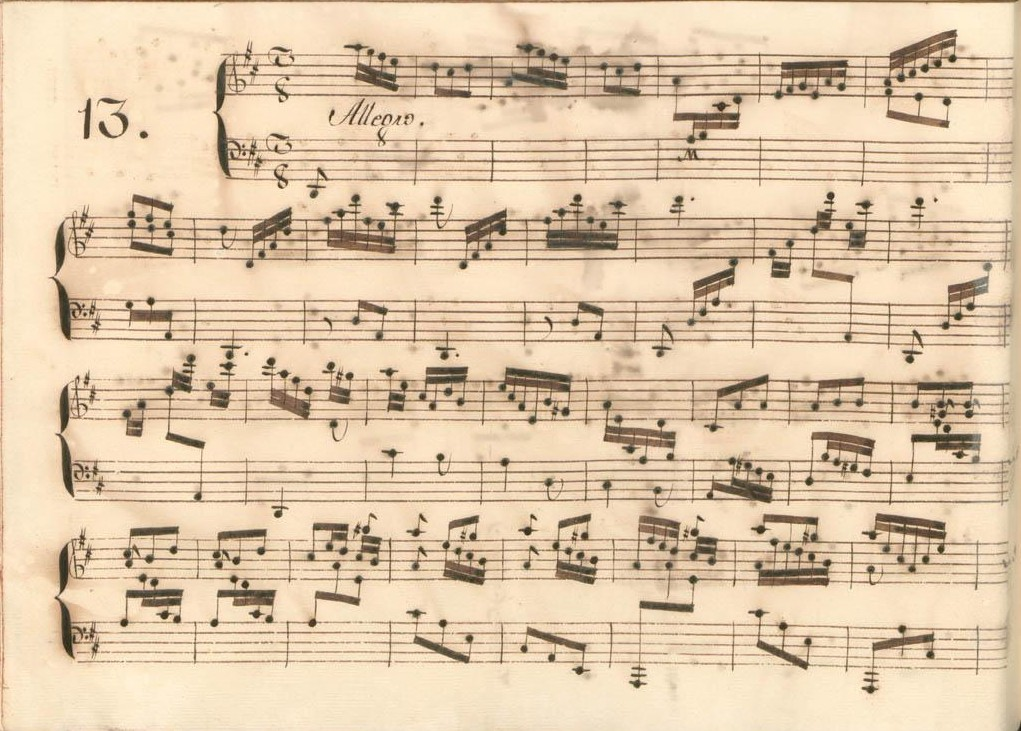
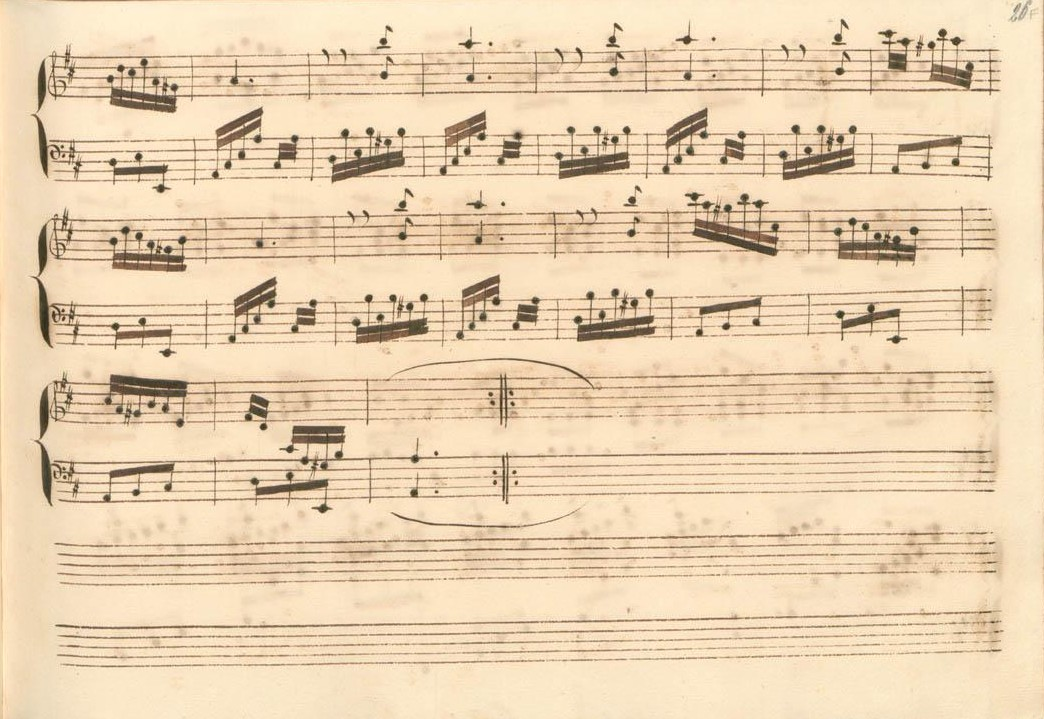
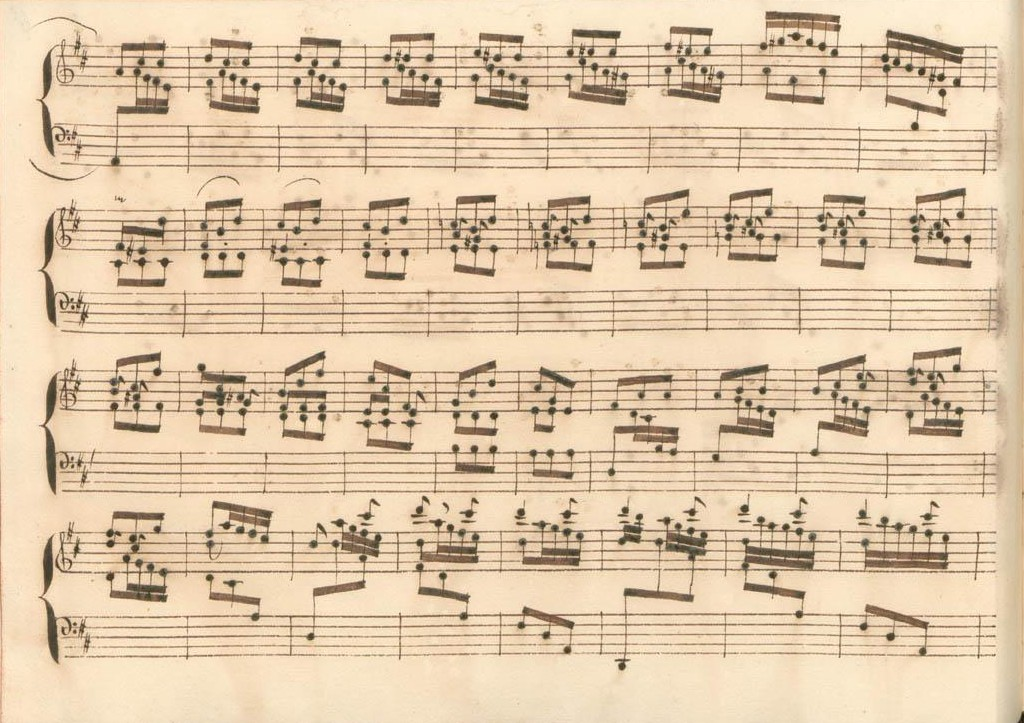
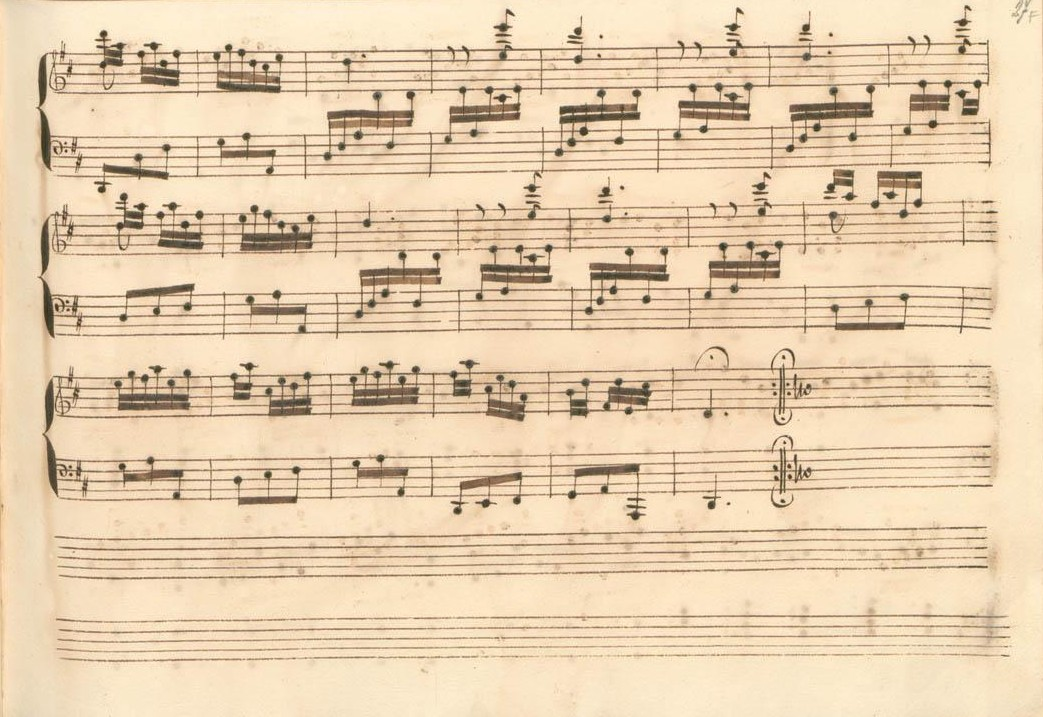

## Interprètes
La sonate K. 400 est défendue au piano, notamment par Carlo Grante (2013, Music & Arts, vol. 4) et Sean Kennard (2015, Naxos, vol. 17) ; au clavecin par Scott Ross (1985, Erato), Władysław Kłosiewicz (1997, CD Accord), Richard Lester (2003, Nimbus, vol. 4), Pieter-Jan Belder (Brilliant Classics, vol. 9). Emilia Fadini l'interprète au piano-forte (2002, Stradivarius, vol. 5), ainsi que Charles Metz, sur un piano-forte carré, fabriqué en 1806 par Clementi (2023, Navona).

## Sources
: document utilisé comme source pour la rédaction de cet article.
- Ralph Kirkpatrick (trad. de l'anglais par Dennis Collins), Domenico Scarlatti, Paris, Lattès, coll. « Musique et Musiciens », 1982 (1re éd. 1953 (en)), 493 p. (ISBN 978-2-7096-0118-4, OCLC 954954205, BNF 34689181).
- Alain de Chambure, « Domenico Scarlatti : Intégrale des sonates — Scott Ross », Erato (2564-62092-2), 1985 (OCLC 891183737) .
- (en) Carlo Grante, « Domenico Scarlatti, intégrale des sonates pour clavier (vol. 4) », Music & Arts (CD-1293), 2016 (OCLC 1020680576) .